# Imam Ali-moskén
Imam Ali Islamic Center (IAC), eller Imam Ali-moskén, är en shiamuslimsk moské i Sverige. Den är belägen i Järfälla i nordvästra Stockholm och räknas som den största shiaislamiska församlingen i Norden. Moskén har aktiviteter på flera språk.

## Historik
Moskéns verksamhet och aktiviteter började 1996 och sker i enlighet med svenska och islamiska regler. Imam Ali-moskén arbetar bland annat med muslimernas integration i det svenska samhället. Moskén arrangerar seminarier och konferenser med olika teman där man diskuterar islam i Sverige. I moskén finns det en kontorsavdelning där muslimerna kan få hjälp med äktenskap och skilsmässa. I Imam Ali Islamic Center finns ett stort bibliotek som innehåller mer än 3 000 böcker i olika ämnen och på flera språk, vilka man kan låna.
Föreningens lokaler har tidigare använts av Al-hadi ungdomsförening.
I december år 2016 publicerades det första numret i tidningen Dagens Muslim.
Moskén ingår sedan år 2017 i Järfälla kommuns interreligiösa råd.
Delar av moskén förstördes i en misstänkt mordbrand under våren år 2017. Kultur- och demokratiminister Alice Bah Kuhnke (MP) var i moskén efter branden och uttryckte att våra friheter måste värnas överallt där mörker och hat sprids.
Moskéns församlingsledare besökte Drottninggatan i Stockholm efter Rahmat Akilovs terrordåd för att visa sin sorg och medlidande för offrens anhöriga och gav blommor. Samma dag som terrorattentatet ägde rum fördömde moskén alla sorters terrorhandlingar och betonade även att man inte under några omständigheter tolererar attacker mot Sverige.Den 13 augusti 2017 hade moskén öppet hus för icke-muslimska Järfällabor. Under dagen hölls flera aktiviteter såsom Koranrecitation, konstutställning, kalligrafi, bokhörna, fråga om islam, fråga en muslimsk kvinna, barnhörna,  filmvisning, introduktion till islam, guidetur och meze-buffé. Första gången moskén hade öppet hus var 22 juni 2014.
Den 14 och 15 mars 2018 anordnade Islamiska Shiasamfunden i Sverige (ISS) konferensen "Religionens plats i framtidens Sverige" tillsammans med Sveriges Interreligiösa råd (SIR) och Myndigheten för stöd till trossamfund (SST). Konferensen som ägde rum i Scandic Star Sollentuna i norra Stockholm gästades av akademiker och representanter från myndigheten SST och civilsamhället. Svenska Islamiska Unionen (SIU), som är en del av församlingen i Imam Ali-moskén, tillhör ISS.
2022 var moskén en av alla de moskéer som i Uppdrag Granskning avslöjades att moskén förmedlar "njutningsäktenskap", och att en företrädare för moskén erbjöd sig att viga de två SVT-reportrarna i utbyte mot 1 500 kronor, och att mannen skulle betala 20 000 kronor för 2 månader till kvinnan. Ordförande för ISS, Haider Ibrahim, sa till Uppdrag granskning att alla föreningar som har misskött sig kommer få sitt medlemskap i ISS fryst omgående. Enligt ett pressmeddelande från ISS inleddes en intern utredning efter Uppdrags gransknings reportage, för att se om någon inom samfundet agerar i kontrast med svensk lag och den shiamuslimska traditionen. ISS stängde även av inblandade personer. Järfälla kommun avslutade strax därefter allt samarbete med moskén.
Imam Ali-moskén skickade sedan ett svar till Järfälla kommun och redogjorde sin inställning till tidsbestämt giftermål och kommunens beslut. Bland annat svarade moskén att mut'ah (tidsbestämt äktenskap) inte är olagligt eller omoraliskt, men att ifall det missbrukas så måste det förhindras. Moskén kritiserade hur ordet mut'ah översatts fel, och även hur företeelsen förklarats i reportaget. Moskén inledde en internutredning för att undersöka företrädares ageranden gällande mut'ah, och välkomnade även ISS:s ageranden som att frysa bidrag och stänga av inblandade personer. Moskén kritiserade Järfälla kommun för att ha agerat hastigt utan att ha fört någon dialog med moskén.

## Bilder

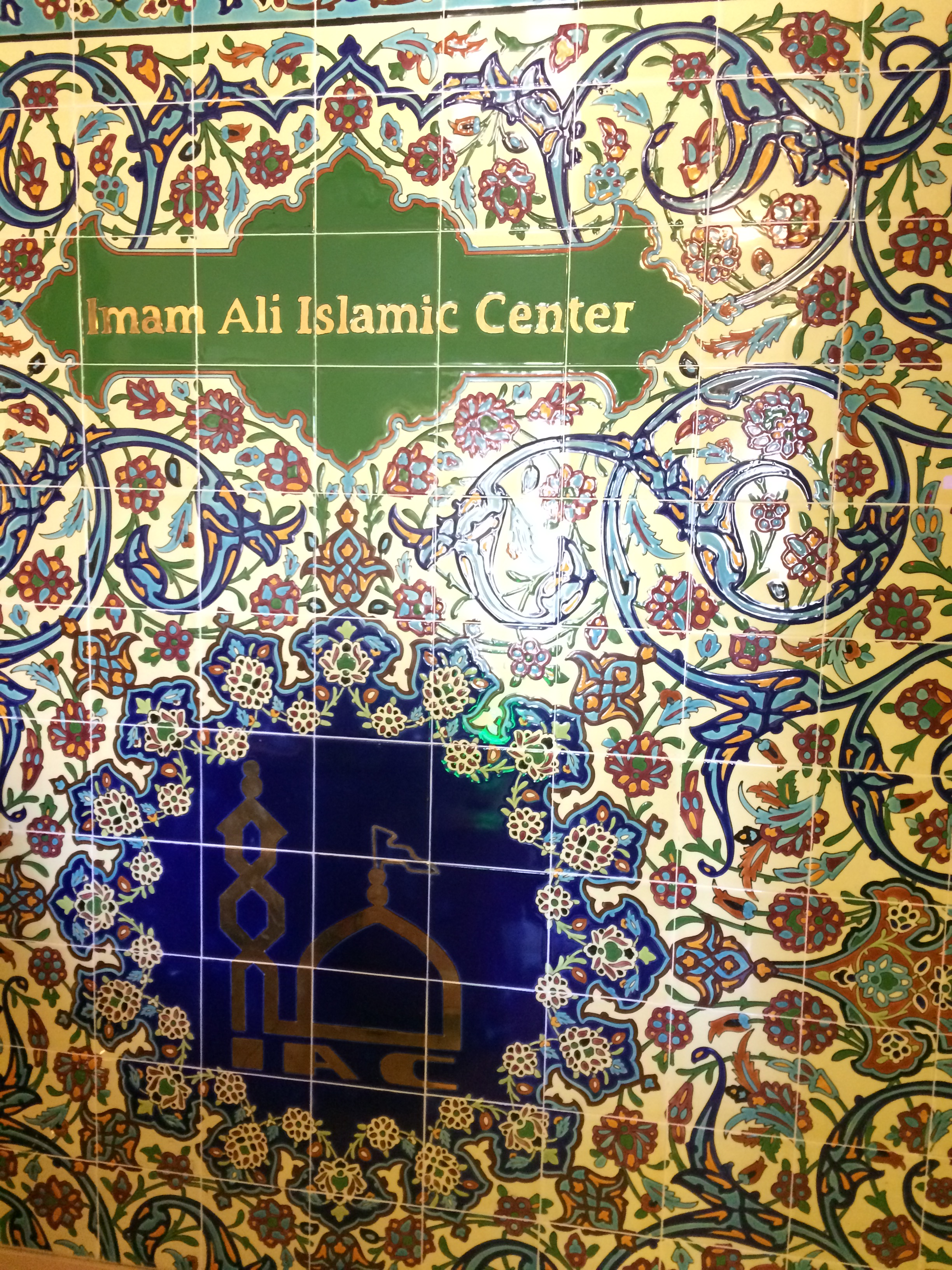
Mosaik på väggen i kontoret.
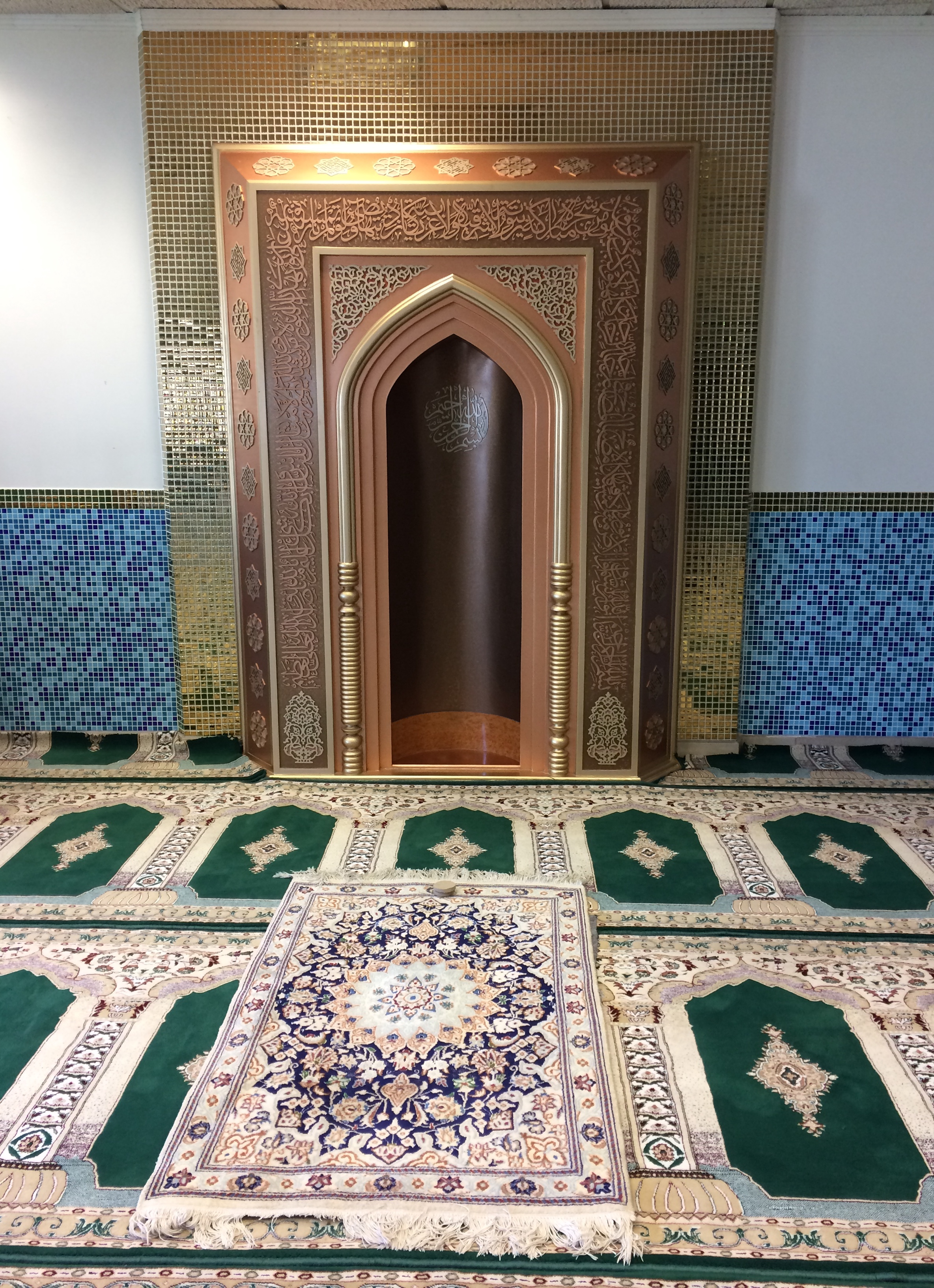
Bönenischen i bönesalen.
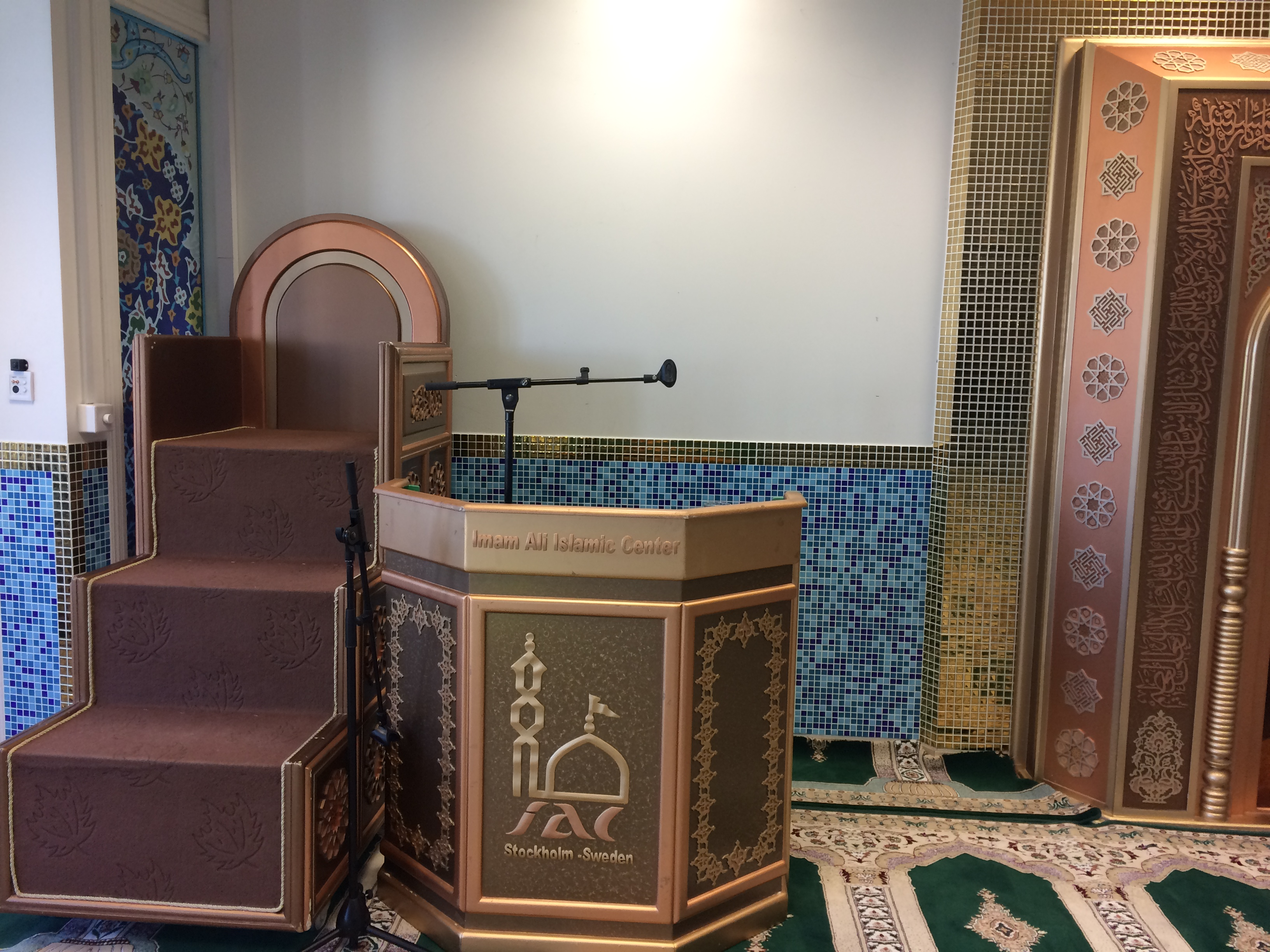
Talarstolen i bönesalen.